# キャットドッグ
キャットドッグ（原題：CatDog）は、アメリカ合衆国のテレビアニメシリーズ。アメリカ合衆国では1998年10月4日から2004年7月24日までニコロデオンで放送された。全4シーズン、68話。制作はピーター・ハンナン。日本のニコロデオンでも放送された。

## 概要
上半身同士がつながった体の、双子ではない犬と猫の生活を描いたコメディアニメ。

## 登場キャラクター
キャット
声 - ジム・カミングス/小西克幸
ドッグ
声 - トム・ケニー /北沢洋
食いしん坊で衝動的な犬。
Rancid Rabbit
声 - ビリー・ウェスト
キャット&ドッグと仲の悪い兎。出るたびに異なる職業についている。
Mr Sunshine
声 - ビリー・ウェスト
ウィンズロウ(Winslow T. Oddfellow)
声 -カルロス・アラズラキ/久賀健治
キャット&ドッグのいる家にすむネズミ。
Eddie the Squirrel
声 - ドワイト・シュルツ
The Greaser Dogsにあこがれるリス。

### The Greaser Dogs
Cliff/Deformed Bulldog
声 - トム・ケニー
The Greaser Dogsのリーダー。猫の死体の描かれた黒いジャケットを羽織っている。
Shriek
声:マリア・バムフォード
The Greaser Dogsの紅一点であるちいさなプードル。
Lube
声 - カルロス・アラズラキ
The Greaser Dogsの一員であるハウンド。だらしがないように見えて実は音楽方面の才能を持っている。

### その他
コシュリーク
声 - 川津安代

- 役名不明 - 那須文恵[2]